# Харада, Кацухиро
Кацухиро Харада (яп. 原田 勝弘 Харада Кацухиро), а также Кацу (яп. 勝 Katsu, победа) — японский продюсер, работающий в компании Namco, режиссёр, главный продюсер и глава команды разработчиков игровой серии Tekken уже 20 лет. Харада известен своим юмором, например шуточным соперничеством с Ёсинори Оно и шутками вокруг персонажа Лео в Tekken 6. Выпускник университета Васэда.

## Карьера

### Игры, в создании которых принимал участие
- Summer Lesson (Нет данных)
- Tekken 7 (2015) — продюсер
- Pokken Tournament (2015) — продюсер
- Tekken X Street Fighter (2015) — продюсер
- Tekken Revolution (2013) — продюсер
- PlayStation All-Stars Battle Royale (2012) — супервайзер
- Ridge Racer Unbounded (2012) — особая благодарность
- Tekken 3D: Prime Edition (2012) — продюсер
- Soulcalibur V (2012) — продюсер
- Ace Combat: Assault Horizon (Enhanced Edition) (2011/2013) — супервайзер по сценарию
- Tekken Tag Tournament 2 (2011/2012) — продюсер
- Tekken 6: Bloodline Rebellion (2008/2009) — продюсер
- Soulcalibur IV (2008) — соруководитель
- Tekken 6 (2007) — продюсер
- Soulcalibur Legends (2007) — особая благодарность
- Ridge Racer 7 (2006) — особая благодарность
- Urban Reign (2005) — особая благодарность
- Tekken 5 (Dark Resurrection) (2005/2006) — руководитель, озвучивает Маршалл Ло
- Tekken 4 (2001/2002) — руководитель, озвучивает Маршалл Ло
- Tekken Tag Tournament (1999/2000) — руководитель, озвучивает Ёсимицу, Форест Ло
- Tekken 3 (1997/1998) — руководитель, озвучивает Ёсимицу, Форест Ло
- Tekken 2 (1995/1996) — озвучивает Ёсимицу, Маршалл Ло
- Tekken (1994/1995) — озвучивает Ёсимицу, Кунимицу, Маршалл Ло

## Шутки

### «Конфликты» с Ёсинори Оно
В феврале 2011 года Кацухиро Харада и создатель серии Street Fighter Ёсинори Оно разыграли шоу в рамках проходящей работы над кроссовером их игровых серий. Так был создан сюжет, по которому босс якудза Оно, напившись, проникает в штаб конкурирующей корпорации принадлежащей Хараде, чтобы разгромить её и похитить Tekken Tag Tournament 2. В отместку же Харада, одетый в кимоно Хэйхати Мисимы (его самого любимого персонажа серии) вооружённый катаной и винтовкой проникает в штаб корпорации Оно.

## Мнения и увлечения
Харада так прокомментировал статьи о Tekken в японской Википедии:

Меня уже давно беспокоит, что страницы «Википедии» про Теккен и персонажей кишат ошибками и неточностями. Но что делать? Как ни редактируй, скрытно или «официально», там всё равно же возникнут сомнения в правдивости источников… Вот беда.

Также он считает что разработчики обязательно должны создавать свои игры для Xbox 360. Харада большой поклонник компьютерных и видео-игр. Помимо самого Tekken’а, он относит к своим любимым играм BioShock, Pac-Man, Ultima Online, PAYDAY 2, Call of Duty, Soul Calibur, Street Fighter и Street Fighter X Tekken. Помимо игр Харада любит остросюжетные фильмы и сериалы вроде Цельнометаллическая оболочка, Рэмбо, Декстер и Крёстный отец.
В интервью на «Игромире 2016» Кацухиро Харада признался, что из персонажей Tekken помимо Хэйхати ему нравится Фэн Вэй.